# New Baroque Suite (Van Lijnschooten)
New Baroque Suite is een compositie voor harmonieorkest of fanfare van de Nederlandse componist Ted Huggens, een synoniem van Henk van Lijnschooten.
Het werk is opgenomen op langspeelplaat door de Amsterdamse Politie Kapel onder leiding van Karel Kokelaar en de Koninklijke Militaire Kapel onder leiding van Henk van Lijnschooten.